# Granuloppia conflata
Granuloppia conflata är en kvalsterart som beskrevs av Sandór Mahunka 1974. Granuloppia conflata ingår i släktet Granuloppia och familjen Granuloppiidae. Inga underarter finns listade i Catalogue of Life.